# Ludwig Schüler
Ludwig Wilhelm Schüler (* 6. Januar 1836 in Kassel; † 31. März 1930 in Marburg) war ein deutscher Kommunalpolitiker. Vom 17. September 1884 bis 20. Mai 1907 war er Oberbürgermeister von Marburg.

## Ehrungen
Am 6. Januar 1911 wurde er zum Ehrenbürger von Marburg ernannt. Nach ihm ist außerdem der Schüler-Park an der Straße Am Krummbogen benannt.